# التكيف مع الاحتباس الحراري في أستراليا

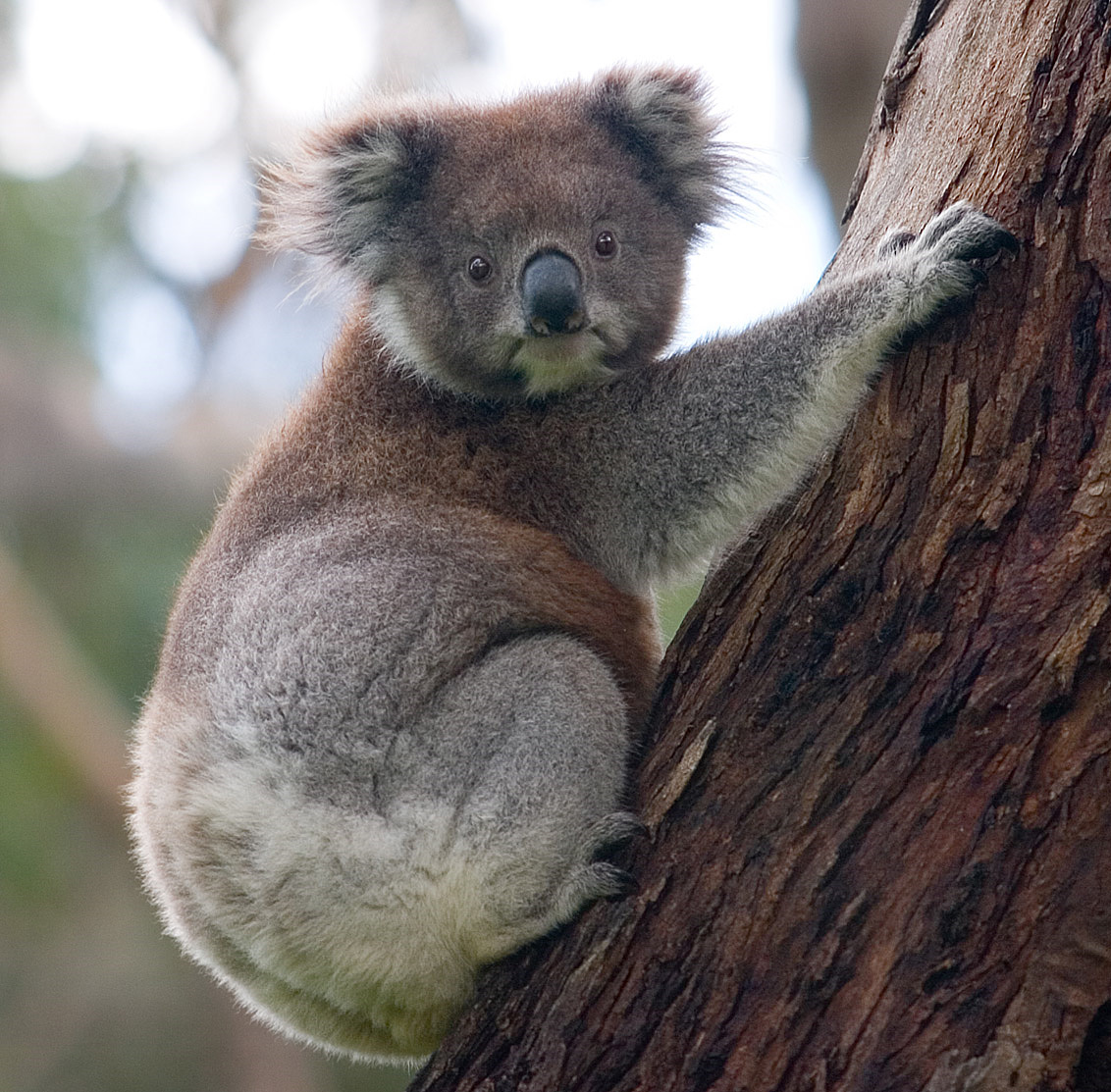
كوالا

وفقًا للمنظمات غير الحكومية، مثل منظمة السلام الأخضر والمنظمات العلمية العالمية مثل اللجنة الدولية للتغيرات المناخية، فإن تواتر وشدة الكوارث الناجمة عن انبعاثات الغازات الدفيئة وتغير المناخ سوف ينمو بسرعة في العالم. المخاطر شديدة بشكل خاص في بعض مناطق أستراليا، مثل الحيد المرجاني العظيم في كوينزلاند، ومستنقعات ماكاري في نيو ساوث ويلز. قالت دائرة تغير المناخ في تقريرها لحقائق آثار تغير المناخ وتكاليفه: «... المواقع الغنية بيئيًا، مثل الحاجز المرجاني العظيم والمناطق الاستوائية الرطبة في كوينزلاند والأراضي الرطبة لكاكادو ومناطق جبال الألب الأسترالية وجنوب غرب أستراليا وجزر «ساب أنتاركتيكا» (المنطقة القريبة من القطب الجنوبي) جميعها معرض للخطر، مع توقع لفقدان كبير للتنوع البيولوجي بحلول عام 2020». وقالت أيضًا: «بتحفظ شديد، حُدد حتى الآن 90 نوعًا من الحيوانات الأسترالية معرضًا لخطر التغير المناخي، بما في ذلك الثدييات والحشرات والطيور والزواحف والأسماك والبرمائيات من جميع أنحاء أستراليا». أستراليا هي بالفعل القارة المأهولة الأكثر جفافًا في العالم.
يعتبر تغير المناخ أحد أكبر الأزمات العالمية. اكتسبت هذه القضية زخمًا في جميع أنحاء العالم حين أصبح العالم متحضرًا بشكل متزايد. وذلك لأن التحضر يجلب تغييرات لا رجعة فيها في أنماط استهلاك الموارد وإنتاج النفايات. لذلك، فإن كيفية تخطيط المدن وإدارتها والعيش فيها سيتحدد إلى حد كبير بتطور ظاهرة تغير المناخ.
وفقًا لتوقعات دائرة تغير المناخ في أستراليا، من المتوقع أن يرتفع متوسط درجات الحرارة القومي بنسبة 0.4 إلى 2.0 درجة مئوية. استنادًا إلى بعض التوقعات لعام 2070، تشير البيانات إلى أن الأشخاص غير المعتادين على المناخ الأكثر حرارة قد يختبرون لما يصل إلى 45 يومًا في السنة لا يستطيعون فيه البقاء خارجًا مقارنةً بالفترة الحالية من 4 إلى 6 أيام في السنة. من المحتمل أن تتأثر أنماط هطول الأمطار ودرجات الجفاف والعواصف الناجمة عن الظروف الجوية القاسية.
تشير الأبحاث إلى أن ما يقارب ثلاثة أرباع استهلاك الطاقة العالمي يحدث في المدن، في حين تأتي انبعاثات الغازات الدفيئة التي تسبب الاحتباس الحراري من المناطق الحضرية. ينتج حوالي ثلث هذه الانبعاثات عن حرق الوقود الأحفوري المستخدم في النقل الحضري (المدني). يتكون الثلث الآخر من الطاقة المستخدمة لتنظيم درجة حرارة المباني وتشغيل الأجهزة الشخصية. الثلث الأخير يساهم فيه القطاع الصناعي. تشمل أهم مصادر انبعاثات الغازات الدفيئة البناء، العقارات، الزراعة والصناعات المعدنية، قطاع النقل، الاستخدامات الصناعية للوقود الأحفوري وحرق الكتلة الحيوية. تشمل بعض الأمثلة على الأنشطة اليومية التي تسهم في كمية الغازات الدفيئة في الغلاف الجوي استخدام الكهرباء المعتمدة على الكربون في إنارة الشوارع، وقيادة السيارات ذات المحركات، والطهي، والإضاءة، والتدفئة وتبريد المساكن.
إذا بقيت سياسات دول منظمة التعاون الاقتصادي والتنمية «أو إي سي دي» على حالها، وتحديداً أستراليا والولايات المتحدة، وكذلك الصين والهند، فإن انبعاثات ثاني أكسيد الكربون، التي تمثل 72 ٪ من مجمل انبعاثات الغازات الدفيئة، سوف تزيد بمقدار الثلث في عام 2020 بدلاً من أن تنخفض بنسبة 5٪ كما تمت الموافقة عليه في اتفاقية كيوتو.
مع المسار الحالي لتغير المناخ، يدخل سكان العالم في عصر من الهشاشة الحضرية المتزايدة. أدت الوتيرة المتسارعة للتوسع الحضري والنسبة المئوية المتزايدة من سكان العالم الذين يعيشون في المدن إلى زيادة كبيرة في تعرض المناطق الحضرية للمخاطر الناجمة عن الأنشطة البشرية وعوامل تغير المناخ.

## التكيف
وفقًا لتقرير التقييم الصادر عن اللجنة الدولية للتغيرات المناخية لعام 2001، بصرف النظر عن مقدار الجهد المبذول للتخفيف من تغير المناخ، لا يمكن تجنب مقدار معين من التغير المناخي. وقال التقرير إن التكيف ينبغي أن يُكمل جهود التخفيف.
التكيف هو النهج الذي يركز على تخفيف المشاكل الحالية الناجمة عن الاحتباس العالمي وتغير المناخ. وهو محاولة للتعايش مع التغيرات في البيئة والاقتصاد التي أنتجها الاحتباس الحراري وسيستمر في إنتاجها. باختصار، إنه ينطوي على اتخاذ إجراءات للتعامل مع المشكلات الناجمة عن الاحتباس الحراري وتغير المناخ. ومن الأمثلة على ذلك بناء دفاعات أفضل للفيضانات وتجنب بناء المناطق السكنية بالقرب من المناطق المنخفضة المعرضة للفيضانات.
في المقابل، يركز التخفيف على الخطوات المتخذة للحد من انبعاثات الغازات الدفيئة. وهو مجموعة التدابير الوقائية المتخذة للحد من ظاهرة الاحتباس الحراري وتغير المناخ. ومن الأمثلة على ذلك الاستثمار في الوقود النظيف واستخدام الطاقة المتجددة مثل طاقة الرياح والطاقة الشمسية.
على الرغم من أن الحكومات الوطنية والسلطات المحلية تتخذ تدابير صارمة للتخفيف، تصب الحاجة إلى التكيف في مصلحة التعامل مع تغير المناخ لأن ثاني أكسيد الكربون يبقى في الجو لعقود من الزمن ويعلق في المحيطات لعدة قرون، ما يؤدي إلى تغيير في كيمياء المحيطات وقد يؤثر سلبًا على الحياة في المحيط. بغض النظر عن مقدار ما تقوم به البشرية من خفض انبعاثات الغازات الدفيئة الآن، فإن الانبعاثات المنبعثة الآن سيكون لها تأثير لعقود. لذلك، يعد التكيف أمرًا ضروريًا للمدن التي تتطلع إلى تعزيز مقاومتها للتأثير المناخي الذي تسببت به الانبعاثات السابقة وذلك للتعامل مع المشكلات الناجمة عن انبعاثات الغازات الدفيئة التي ضُخت قبل سنوات.
تشمل عوامل القدرة على التكيف توافر الموارد المالية والتكنولوجيا والمؤسسات المتخصصة والموارد البشرية، وكذلك الوصول إلى المعلومات ووجود القوانين «الاجتماعية والتنظيمية على حد سواء» وهي السمات والموارد التي عادة ما تكون نادرة في البلدان النامية والمدن الصغيرة. في المدن المؤكد تأثرها بتغير المناخ، من المرجح أن يتطلب الاستثمار تعزيز البنية التحتية الحضرية، بما في ذلك شبكات تصريف العواصف ومحطات الإمداد بالمياه ومعالجتها، أو حماية أو نقل مرافق إدارة النفايات الصلبة وتوليد الطاقة.
من المحتمل أن تحتاج المناطق الساحلية إلى استثمارات كبيرة في مشاريع البنية التحتية المادية، وتحديداً المشاريع المتعلقة بآثار ارتفاع منسوب مياه البحر. ينبغي تنفيذ مشاريع مثل بناء الحواجز الواقية ضد ارتفاع منسوب مياه البحر، وبناء السدود للاحتفاظ بالمياه وإدارتها، وإعادة تصميم وتطوير مرافق الموانئ، وتحسين أنظمة الدفاع في المناطق الساحلية.
هناك مقياس آخر للتكيف هو بناء مدن جديدة على أرض مرتفعة، وسحب السكان بعيدًا عن السهول المعرضة لخطر الفيضانات. من المحتمل أن يدار هذا الانسحاب مع مرور الوقت، وقد يتطلب شراكة بين القطاعين العام والخاص تتكون من مزيج من حوافز السوق مثل التكلفة التفاضلية للتأمين وإعادة التأمين، وتخطيط الاستثمار.
يتطلب استيعاب قيود التغير المناخي تخطيطًا مناسبًا لاستخدام الأراضي والالتزام بقوانين البناء. يجب أن يوجه التخطيط لاستخدام الأراضي التوسعات السكنية الجديدة والاستثمار الإنتاجي نحو المناطق الأقل عرضة للخطر. يجب أن يحصل سكان الأحياء الفقيرة والسكن غير الرسمي على المساعدة في تنظيم ممتلكاتهم، وتمكين الفئات ذات الدخل المنخفض مثلهم من شراء أو بناء أو استئجار منازل في مواقع آمنة.
كأساس للتخطيط، تحتاج السلطات المحلية إلى تقييم موثوق ومطلع على المخاطر التي تواجه المدن الحضرية. يُعد نشر هذه المعلومات، وإنشاء أنظمة للإنذار المبكر وخطط الإخلاء، بما في ذلك نظم الإنذار في حالات الطوارئ، والاستجابة للكوارث، وتحسين الإدارة البيئية الحضرية أمرًا بالغ الأهمية للتكيف مع أخطار تغير المناخ.